# Сесто Календе
Сѐсто Калѐнде (на италиански: Sesto Calende; на ломбардски: Arcoa, Сест) е град и община в Северна Италия, провинция Варезе, регион Ломбардия. Разположен е на 198 m надморска височина. Населението на общината е 11 088 души (към 2018 г.).